# 玄妙观 (苏州市)
玄妙观位于中国江苏省苏州市姑苏区观前街，是一座道观，主祀三清，主殿三清殿为南宋遗构，1982年被列为第二批全国重点文物保护单位。

## 历史
玄妙观创建于西晋咸宁二年（276年），初名真庆道院，唐代称为开元宫。南宋年间毁于兵火，淳熙年间重建，元元贞元年（1295年）改称玄妙观。清康熙年间因为避玄烨讳改名圆妙观。
1958年11月，道教学习会直接掌管三清、星宿两殿及雷尊、 火神的大殿部分，余殿除留少量道士自住外，都交给房管局管理，13道房至此消失。1959年，东岳殿焚毁，而该殿内的五岳楼在“大跃进”中全殿拆去。1964年，市政府拨款整修。
文化大革命期间（1966-1976年），三清殿内“玉清”神像的头部被砍（其余神像获保存），观内其余神像、道经、科书被焚烧数昼夜，铜像8尊亦被毁，三清殿一度改为收租院泥塑展览会，两廊各配殿此后陆续被改作商店、仓库、菜场。

## 建筑
玄妙观的主殿三清殿系南宋淳熙六年（1179年）重建，殿坐北朝南，重檐歇山顶，面阔九间45米，进深六间25米，建筑面积1100平方米。屋脊中间砌有铁铸的“平升三戟”，两端有一对砖刻大龙头，屋顶覆黑色筒瓦。
三清殿内的西墙上，有一块老子画像石碑，是由吴道子作画、颜真卿手书、唐玄宗李隆基御赞的宋代复刻名画。
1999年玄妙观维修过程中在三清殿前中轴线上发现一座古井，井中出土近30件文物，此古井系五代遗物。
三清殿的石围栏，俗称“钉钉石栏杆”是五代遗物，其上保留不少精美的石刻图案。

## 图集
- 玄妙观正门
- 三清殿
- 三清殿
- 三清殿
- 三清殿东南角上檐斗栱
- 三清殿南面下檐斗栱
- 三清殿东北角上檐斗栱
- 三清殿西侧鸱吻
- 三清殿西南角檐角
- 三清殿琴面昂
- 玄妙观五代古井
- 三清殿五代石围栏上的石狮子浮雕
- 全国重点文物保护单位标识碑